# Microsoft Surface
Microsoft Surface és una sèrie d'ordinadors prefabricats de pantalla tàctil i pissarra interactiva dissenyats i desenvolupats per Microsoft, que funcionen en els sistemes Microsoft Windows. Els dispositius són fabricats per fabricants d'equips originals, incloent Pegatron, i estan dissenyats per a ser dispositius premium que donen exemple a OEMs de Windows. Comprèn 7 generacions de tauletes híbrides, notebooks 2 en un 1, ordinadors convertibles d'escriptori, i pissarres interactives, i diversos accessoris tots amb factors de forma únics. La majoria de la línia Surface conté processadors Intel i els PC són compatibles amb el sistema operatiu Microsoft Windows 10.

## Productes
| Línia                                                                                          | Surface                                 | Llançat amb                   | Llançat amb                   | Data de llançament                                             | SO suportat                     | Quan va acabar el suport                     | Període actiu del suport                                           | Preu de llançament                                           |
| Línia                                                                                          | Surface                                 | SO                            | Versió                        | Data de llançament                                             | SO suportat                     | Quan va acabar el suport                     | Període actiu del suport                                           | Preu de llançament                                           |
| ---------------------------------------------------------------------------------------------- | --------------------------------------- | ----------------------------- | ----------------------------- | -------------------------------------------------------------- | ------------------------------- | -------------------------------------------- | ------------------------------------------------------------------ | ------------------------------------------------------------ |
| Surface                                                                                        | Surface                                 | Windows RT                    | Windows RT                    | 26 d'octubre de 2012                                           | 3a actualització Windows RT 8.1 | 9 de gener de 2018 10 de gener de 2023 Estès | > 26 d'octubre de 2012                                             |                                                              |
| Surface                                                                                        | Surface 2                               | Windows RT 8.1                | Windows RT 8.1                | 22 d'octubre de 2013                                           | 3a actualització Windows RT 8.1 | 9 de gener de 2018 10 de gener de 2023Estès  | > 2 d'octubre de 2013                                              |                                                              |
| Surface                                                                                        | Surface 3                               | Actualització Windows 8.1     | Actualització Windows 8.1     | 5 de maig de 2015                                              | darrer SO                       | (encara venent-se)                           | > 5 de maig de 2015                                                | $499/$599                                                    |
| Surface                                                                                        | Surface Go                              | Windows 10 Home en mode S     | Versió 1803                   | 2 d'agost de 2018                                              | darrer SO                       | (encara venent-se)                           | 2 d'agost de 2018                                                  | $399                                                         |
| Surface                                                                                        | Surface Go 2                            | Windows 10 Home in S mode     | Versió 1909                   | 12 de maig de 2020                                             | darrer SO                       | (encara venent-se)                           | 12 de maig de 2020                                                 | $399-$729                                                    |
| Surface Pro                                                                                    | Surface Pro                             | Windows 8 Pro                 | Windows 8 Pro                 | 9 de febrer de 2013                                            | darrer SO                       | (encara venent-se)                           | > 9 de febrer de 2013                                              | $899–$999                                                    |
| Surface Pro                                                                                    | Surface Pro 2                           | Windows 8.1 Pro               | Windows 8.1 Pro               | 22 d'octubre de 2013                                           | darrer SO                       | (encara venent-se)                           | 22 d'octubre de 2013                                               | $899–$1799                                                   |
| Surface Pro                                                                                    | Surface Pro 3                           | Actualització Windows 8.1 Pro | Actualització Windows 8.1 Pro | 20 de juny de 2014                                             | darrer SO                       | (encara venent-se)                           | > 20 de juny de 2014                                               | $799–$1949                                                   |
| Surface Pro                                                                                    | Surface Pro 4                           | Windows 10 Pro                | Versió 1507                   | 26 d'octubre de 2015                                           | darrer SO                       | (encara venent-se)                           | > 26 d'octubre de 2015                                             | $899–$2699                                                   |
| Surface Pro                                                                                    | Surface Pro (2017)                      | Windows 10 Pro                | Versió 1703                   | 15 de juny de 2017                                             | darrer SO                       | (encara venent-se)                           | > 15 de juny de 2017                                               | $799–$2699                                                   |
| Surface Pro                                                                                    | Surface Pro 6                           | Windows 10 Home/Pro           | Versió 1803                   | 16 d'octubre de 2018                                           | darrer SO                       | (encara venent-se)                           | > 15 d'octubre de 2018                                             | $899–$2299                                                   |
| Surface Pro                                                                                    | Surface Pro 7                           | Windows 10 Home/Pro           | Versió 1903                   | 22 d'octubre de 2019                                           | darrer SO                       | (encara venent-se)                           | > 22 d'octubre de 2019                                             | $749–$2299                                                   |
| Surface Pro                                                                                    | Surface Pro X                           | Windows 10 Home/Pro           | Versió 1903                   | 5 de novembre de 2019                                          | darrer SO                       | (encara venent-se)                           | > 2 de novembre de 2019                                            | $999–$1799                                                   |
| Surface Book                                                                                   | Surface Book                            | Windows 10 Pro                | Versió 1507                   | 26 d'octubre de 2015 10 de novembre de 2016 Basat en rendiment | darrer SO                       | (encara venent-se)                           | > 26 d'octubre de 2015 > 10 de novembre de 2016 Basat en rendiment | $1,499/$3,299                                                |
| Surface Book                                                                                   | Surface Book 2                          | Windows 10 Pro                | Versió 1709                   | 16 de novembre de 2017                                         | darrer SO                       | (encara venent-se)                           | > 16 d'octubre de 2017                                             | $1,499/$3,299                                                |
| Surface Book                                                                                   | Surface Book 3                          | Windows 10 Home               | Versió 1909                   | 21 de maig de 2020                                             | darrer SO                       | (encara venent-se)                           | 21 de maig de 2020                                                 | $1,599-$3,399                                                |
| Portàtil Surface                                                                               | Surface Laptop                          | Windows 10 S                  | Versió 1703                   | 15 de juny de 2017                                             | darrer SO                       | (encara venent-se)                           | > 15 de juny de 2017                                               | $799/$2,699                                                  |
| Portàtil Surface                                                                               | Surface Laptop 2                        | Windows 10 Home/Pro           | Versió 1803                   | 16 d'octubre de 2018                                           | darrer SO                       | (encara venent-se)                           | > 16 d'octubre de 2018                                             | $999/$2,699                                                  |
| Portàtil Surface                                                                               | Surface Laptop 3                        | Windows 10 Home/Pro           | Versió 1903                   | 22 d'octubre de 2019                                           | darrer SO                       | (encara venent-se)                           | > 22 d'octubre de 2109                                             | $999/$2,399                                                  |
| Surface Studio                                                                                 | Surface Studio                          | Windows 10 Pro                | Versió 1607                   | 15 de desembre de 2016                                         | darrer SO                       | (encara venent-se)                           | > 15 de desembre de 2016                                           | $2,999/$4,199                                                |
| Surface Studio                                                                                 | Surface Studio 2                        | Windows 10 Pro                | Versió 1803                   | 2 d'octubre de 2018                                            | darrer SO                       | (encara venent-se)                           | > 2 d'octubre de 2018                                              | $3,499/$4,799                                                |
| Surface Hub                                                                                    | Surface Hub                             | Equip Windows 10              | Versió 1507                   | 1 de juny de 2015                                              | darrer SO                       | (encara venent-se)                           | > 1 de juny de 2015                                                | $8.999 (Model de 55 polzades) $21.999 (Model de 84 polzades) |
| Surface Hub                                                                                    | Surface Hub 2S                          | Windows 10 Team               | Versió 1703                   | 17 d'abril del 2019                                            | darrer SO                       | (encara venent-se)                           | > 17 d'abril del 2019                                              | $ 8.999 (model de 50 polzades) TBD (model de 85 polzades)    |
| Surface Hub                                                                                    | Surface Hub 2X                          | Per llançar-se                | Per llançar-se                | 2020                                                           | Per llançar-se                  | Per llançar-se                               | Per llançar-se                                                     | Per llançar-se                                               |
| Surface Duo                                                                                    | Surface Duo                             | Android                       | Per llançar-se                | 2020                                                           | Per llançar-se                  | Per llançar-se                               | Per llançar-se                                                     | Per llançar-se                                               |
| Surface Neo                                                                                    | Surface Neo                             | Windows 10X                   | Per llançar-se                | 2020                                                           | Per llançar-se                  | Per llançar-se                               | Per llançar-se                                                     | Per llançar-se                                               |
| \| Legend: \| Ja no es fabrica, però encara té suport \| Encara venent-se \| Producte futur \| |                                         |                               |                               |                                                                |                                 |                                              |                                                                    |                                                              |
| Legend:                                                                                        | Ja no es fabrica, però encara té suport | Encara venent-se              | Producte futur                |                                                                |                                 |                                              |                                                                    |                                                              |